# Minden idők legfontosabb magyar filmjei
A minden idők legfontosabb magyar filmjei egy filmválogatás, melyet a HVG Online állított össze 2021-ben az első magyar film, A táncz elkészültének 120. évfordulója apropóján. „A valaha készült legfontosabb magyar filmek 30-as listáját” (HVG TOP30) a magyar film napjára időzítve közölte a lap.

## A lista elkészítése
A HVG TOP30 összeállításához a hvg.hu előzetesen felkért több, filmekkel foglalkozó szakembert – film]készítőt, írót, kritikust és szakújságírót –, hogy készítse el a saját, általa a magyar filmtörténet húsz legfontosabb egész estés játékfilmjének tartott alkotások listáját.
A felhívásra 42 fő válaszolt. A beérkező listákon 89 rendező (78 férfi, 11 nő) összesen 168 alkotását jelölték. A filmeket pontozással értékelték, aszerint súlyozva, hogy hány listán szerepeltek, és hogy az adott listán hányadik helyezést értek el. A 30 filmet tartalmazó toplista sorrendjét az így kiosztott pontok összesítésével kapták. A végső listára csak olyan filmek kerültek, amiket legalább 9 ember jelölt.
A listát három részletben, három egymást követő héten közölte a hvg.hu.

## 120 év legfontosabb magyar nagyjátékfilmjei
| #   | Film címe               | Rendező                     | Év   |
| --- | ----------------------- | --------------------------- | ---- |
| 1.  | Szerelem                | Makk Károly                 | 1971 |
| 2.  | Szegénylegények         | Jancsó Miklós               | 1966 |
| 3.  | Megáll az idő           | Gothár Péter                | 1982 |
| 4.  | Szindbád                | Huszárik Zoltán             | 1971 |
| 5.  | Sátántangó              | Tarr Béla                   | 1994 |
| 6.  | Saul fia                | Nemes Jeles László          | 2015 |
| 7.  | Az ötödik pecsét        | Fábri Zoltán                | 1976 |
| 8.  | A tanú                  | Bacsó Péter                 | 1969 |
| 9.  | Az én XX. századom      | Enyedi Ildikó               | 1989 |
| 10. | Bizalom                 | Szabó István                | 1980 |
| 11. | A kis Valentino         | Jeles András                | 1979 |
| 12. | Testről és lélekről     | Enyedi Ildikó               | 2017 |
| 13. | Werckmeister harmóniák  | Tarr Béla                   | 2000 |
| 14. | Valahol Európában       | Radványi Géza               | 1948 |
| 15. | Eldorádó                | Bereményi Géza              | 1989 |
| 16. | Körhinta                | Fábri Zoltán                | 1956 |
| 17. | Mephisto                | Szabó István                | 1981 |
| 18. | Amerikai anzix          | Bódy Gábor                  | 1975 |
| 19. | A tizedes meg a többiek | Keleti Márton               | 1965 |
| 20. | Régi idők focija        | Sándor Pál                  | 1973 |
| 21. | Jób lázadása            | Gyöngyössy Imre–Kabay Barna | 1983 |
| 22. | Hideg napok             | Kovács András               | 1966 |
| 23. | Sodrásban               | Gaál István                 | 1964 |
| 24. | Kontroll                | Antal Nimród                | 2003 |
| 25. | Taxidermia              | Pálfi György                | 2006 |
| 26. | Hannibál tanár úr       | Fábri Zoltán                | 1956 |
| 27. | Psyché                  | Bódy Gábor                  | 1980 |
| 28. | Apa                     | Szabó István                | 1966 |
| 29  | Fehér tenyér            | Hajdu Szabolcs              | 2006 |
| 30. | Egészséges erotika      | Tímár Péter                 | 1986 |

## A lista összeállítói
A projektben résztvevő, illetve az egyéni listák összeállításában részt vevő 42 filmes szakember: 
1. Balla István
2. Báron György
3. Bicsérdi Ádám
4. Czeglédi Fanni
5. Csatlós Hanna
6. Deák Kristóf
7. Enyedi Ildikó
8. Gelencsér Gábor
9. Gigor Attila
10. Goda Krisztina
11. Gulya István
12. Hartai László
13. Háy János
14. Janisch Attila
15. Kovács András Bálint
16. Kovács Bálint
17. Kovács Gábor
18. Kovács Gellért
19. Kránicz Bence
20. Lichter Péter
21. Mécs Mónika
22. Muhi András Pires
23. Muhi András
24. Mundruczó Kornél
25. Murai András
26. Németh Róbert
27. Pálfi György
28. Pálos Gergely
29. Pataki Ági
30. Reisz Gábor
31. Sándor Anna
32. Schubert Gusztáv
33. Tasnádi István
34. Tóth Barnabás
35. Török Ferenc
36. Ujj Mészáros Károly
37. Vajda Judit
38. Vámos Miklós
39. Varga Balázs
40. Varga Ferenc
41. Varró Attila
42. Vincze Teréz